# Військовий резерв
Резе́рв  (від лат. resorvo — зберігаю) — сукупне поняття у військовій справі.

## Зміст
- Військові формування, що не включені до складу фронтів, флотів, об'єднань, з'єднань та частин. Роль і значення резерву в сучасних умовах у порівнянні з минулим значно зросли.
- Категорія військ, які в мирний час утримуються в меншому кадровому складі в порівнянні з так званими першочерговими або регулярними військами. В США вони об'єднані в резерв Збройних сил, у Великій Британії — в надзвичайний армійський резерв. З початком війни резерв вливається в діючу армію.
- Людські і матеріальні ресурси, які можуть бути використані у війні в цілому і в операції (бою).
  - Резерв збройних сил є їх складовою частиною і призначений для доукомплектування регулярних військ до штатів воєнного часу і формування нових частин, з'єднань і об'єднань при мобілізаційному розгортанні, а також для поповнення втрат у ході військових дій.

Резерв підрозділяється на дві категорії:
основний резерв — резерв першої черги (організовані за зразком регулярних військ частини і підрозділи, призначені для доукомплектування регулярних збройних сил до штатів воєнного часу при мобілізаційному розгортанні);
додатковий резерв — (колишні військовослужбовці регулярних військ і основного резерву, що викликаються у ході мобілізації (віком як правило від 35 до 65 років).
- Частина оперативної побудови об'єднання або бойового порядку з'єднання (частини, підрозділи). Залежно від характеру виконуваного бойового завдання, резерв загальновійськових підрозділів використовується для розвитку успіху, знищення уцілілих груп противника, відбиття його контратак, проведення контратак по противникові, що прорвався в глибину оборони, і для заміни підрозділів, що втратили боєздатність.

### В Україні
В Україні, враховуючи важливу роль резервістів у справі захисту Вітчизни, її незалежності та територіальної цілісності, їх готовність у будь-який час стати до складу Збройних Сил України, інших утворених відповідно до законів України військових формувань, з метою дальшого розвитку сучасних військових традицій, зміцнення патріотичного духу у суспільстві, 19 квітня 2019 року було встановлено День резервіста України, який випадає на 18 травня (щорічно).
18 травня 2024 року в Україні для військовозобов'язаних, призовників та резервістів, Міністерство оборони України запустило мобільний застосунок «Резерв+» (для мобільних ОС iOS та Android).

## Приклади резерву у військовій справі
- Головнокомандування Вермахту «Резерв»
- Резерв Ставки ВГК
- Резервний фронт
- 62-й резервний корпус (Третій Рейх)
- Резерв Армії США
- Резерв Збройних сил США